# Байкальская эпишура
Байкальская эпишура (лат. Epischura baikalensis) — вид планктонных ракообразных из подкласса веслоногих (Copepoda). Размер взрослого рачка составляет около 1,5 мм. Один из наиболее известных эндемиков озера Байкал. Эпишура играет важнейшую роль в экосистеме пелагиали, населяя всю толщу вод и формируя до 90 % и более биомассы. Эпишура потребляет основную массу байкальских водорослей и является важным объектом питания голомянок и байкальского омуля.
Номен «Epischura baicalensis», строго говоря, ошибочен. Несмотря на то, что в современной литературе правильное наименование «Epischura baikalensis» практически не встречается, в исходной публикации Сарса (Sars 1900) вид описан именно как «Epischura baikalensis G.O.Sars n. sp», и именно такое написание следует употреблять в научной литературе.

## Роль в экосистеме и сезонная динамика
Основная масса эпишуры большую часть года находится в верхнем 250-метровом слое воды, составляя 80 % численности и 70 % биомассы рачков, населяющих 1400-метровый слой (в Южном, Среднем и Северном Байкале). С октября по февраль и в июне часть популяции эпишуры (30—40 % численности и 40—50 % биомассы) находится глубже верхнего 250-метрового слоя. В периоды весенней и осенней гомотермии (в июне и октябре) эпишура распределяется по всей толще воды более или менее равномерно.
В летние месяцы (июль-сентябрь) до 80 % биомассы эпишуры сосредоточивается в верхнем 50-метровом слое, но распределяется в нем неравномерно. В светлое время суток Е. baikalensis обитает в слое температурного скачка (при температуре от 4 до 6 °C): в начале лета в слое 5—10 м, затем по мере прогрева верхних слоев воды — в слое 10—25 м, а в конце августа — сентябре — в слое 25—50 м, где скапливается до 70 % численности рачков всего верхнего 50-метрового слоя. Зимой днем основная масса науплиусов (первые 6 стадий индивидуального развития с неразделенным на сегменты телом) эпишуры держится в верхнем 10-метровом слое, а взрослые и старшие копеподиты обитают глубже 50—100 м. В темное время суток летом в результате суточных вертикальных миграций эпишура поднимается в верхний 5-метровый слой, образуя очень высокие концентрации, достигающие 0,5 г/м³ и более.
По отдельным районам озера Е. baikalensis распределяется следующим образом: в открытых участках Малого Моря эпишура является постоянной составляющей планктона, где её доля достигает 85 %, в заливах и сорах, связанных с Байкалом, она встречается лишь в подледный период и частично ранней весной, после таяния льда. К моменту наибольшего прогрева воды (в июле-августе) она полностью выпадает из состава планктона, что наблюдается в Чивыркуйском заливе, или сохраняется в незначительном количестве, как в Баргузинском заливе. В Посольском соре Е. baikalensis заходит зимой и встречается ранней весной на значительном расстоянии от пролива Прорва. С глубиной её количество постепенно уменьшается. Летом и осенью в Посольском соре эпишуры нет, за исключением отдельных экземпляров, заносимых в Прорву сильным волнением. Створы крупных заливов — Чивыркуйского, Баргузинского, а также центральная часть последнего находятся под большим влиянием открытых вод Байкала. Здесь эпишура обитает круглый год.
Зоопланктон придельтовых мелководий в районах впадения крупных притоков Байкала (реки Селенга, Верхняя Ангара и Кичера) находится под большим влиянием вод открытого озера, чем прибрежно-соровых участков, поэтому Е. baikalensis играет здесь главную роль в биомассе зоопланктона в течение года.
С водами Байкала Е. baikalensis попадает в Ангару, Иркутское и Братское водохранилища. В глубокой приплотинной части последнего эпишура нашла подходящие условия для размножения и является здесь самовоспроизводящейся популяцией.
Многолетние наблюдения за развитием зоопланктона в открытой пелагиали Байкала (1961—1993 гг.) показали, что средняя биомасса Е. baikalensis в начале лета во всем верхнем 50-метровом слое воды изменялась в разные годы от 2 до 11 г/м². В период максимального развития рачков — летом и осенью (сентябрь) — биомасса эпишуры колебалась от 6 до 24 г/м².

## Размножение и жизненный цикл
Самка эпишуры откладывает яйца в 1 яйцевой мешок и вынашивает их. В мешке бывают от 7 до 60 яиц одинаковой степени зрелости. Мешок очень непрочный, при незначительном внешнем раздражении самка разрывает его (при любой степени зрелости яиц). Выпавшие яйца продолжают своё развитие в воде, поэтому в составе байкальского планктона часто встречаются одиночные яйца Е. baikalensis с развивающимися внутри эмбрионами.
Эпишура, как и все веслоногие рачки, в процессе своего развития проходит 2 периода — науплиальный (личиночный) и копеподитный. Каждый из них состоит из 6 стадий; последняя, 12-я, — половозрелые особи. Переход рачков из одной стадии в другую сопровождается линькой. Во взрослом состоянии эпишура не растет.
В любое время года в планктоне пелагиали Байкала можно встретить все возрастные группы Е. baikalensis, что создает впечатление о её непрерывном размножении. Такая картина получается потому, что в году развиваются два поколения, и у самок наблюдается порционная откладка яиц; в этих условиях каждое поколение будет представлено рачками нескольких пометов. Промежуток между «кладками» у самок зимне-весеннего поколения составляет в среднем 10 суток, летнего — 20 суток. Плодовитость самок составляет в среднем 200 яиц.